# Nail Renadowitsch Umjarow
Nail Renadowitsch Umjarow (russisch Наиль Ренадович Умяров; engl. Transkription: Nail Renadovich Umyarov; * 27. Juni 2000 in Sysran) ist ein russischer Fußballspieler, der beim Erstligisten Spartak Moskau unter Vertrag steht. Der Mittelfeldspieler war seit September 2019 russischer U21-Nationalspieler.

## Karriere

### Verein
Der Sysran geborene Nail Umjarow begann seine fußballerische Ausbildung mit fünf Jahren beim FK Sysran-2003 und drei Jahre später wechselte er in die Fußballakademie Konopljow nach Toljatti, bevor er sich im Jahr 2011 der Jugendabteilung von Tschertanowo Moskau anschloss. Am 3. August 2017 debütierte er beim 2:0-Heimsieg gegen die Reserve des FK Dynamo Sankt Petersburg in der dritthöchsten russischen Spielklasse, als er in der 79. Spielminute für Wladislaw Sarweli eingewechselt wurde. In dieser Saison 2017/18 etablierte er sich rasch als Einwechselspieler und er bestritt insgesamt 18 Ligaspiele. Mit Tschertanowo Moskau gelang ihm der Aufstieg in die zweitklassige Perwenstwo FNL. In der darauffolgenden Spielzeit 2018/19 entwickelte er sich zum unumstrittenen Stammspieler im Mittelfeld. Am 8. September 2018 (10. Spieltag) erzielte er im Auswärtsspiel gegen den FK Tambow in der 76. Spielminute sein erstes Ligator und setzte damit den Schlusspunkt zum 2:2-Unentschieden. In der Hinrunde kam er in 21 Ligaspielen zum Einsatz, in denen ihm zwei Treffer gelangen.
Am 8. Januar 2019 wechselte er zusammen mit seinem Teamkollegen Maxim Gluschenkow zum Erstligisten Spartak Moskau. Dort wurde er vorerst der Reservemannschaft zugewiesen, wo er auch am 11. März 2019 (26. Spieltag) beim 1:1-Unentschieden gegen die Reserve von Zenit St. Petersburg in der Perwenstwo FNL debütierte. Bereits nach diesem einen Einsatz wurde er in die erste Mannschaft beordert. Sechs Tage später gab er beim 1:1-Unentschieden gegen Zenit St. Petersburg sein Debüt in der höchsten russischen Spielklasse, als er in der Schlussphase für Denis Gluschakow eingetauscht wurde. In der verbleibenden Saison 2018/19 absolvierte er vier weitere Ligaspiele. Im Oktober 2019 gelang ihm der Sprung in die Startformation vom neuen Cheftrainer Domenico Tedesco. In dieser Spielzeit bestritt er 17 Ligaspiele.

### Nationalmannschaft
Zwischen Oktober 2015 und März 2016 bestritt er neun Länderspiele für die russische U16-Nationalmannschaft, in denen ihm ein Tor gelang. Von Oktober 2016 bis März 2017 verbuchte er in 19 Einsätzen für die U17 fünf Torerfolge. Im Anschluss absolvierte er bis Mai 2018 acht Länderspiele für die U18. Zwischen Oktober 2018 und März 2019 erzielte er in neun Länderspielen für die U19 einen Treffer. Ab September 2019 war er für die U21-Auswahl aktiv.

## Erfolge
Tschertanowo Moskau
- Perwenstwo PFL: 2017/18